# Eliminatórias da Copa do Mundo FIFA de 2014 - Europa (Grupo C)
O Grupo C das eliminatórias da Europa para a Copa do Mundo FIFA de 2014 foi formado por Alemanha, Suécia, Irlanda, Áustria, Ilhas Faroé e Cazaquistão.
O vencedor do grupo qualificou-se automaticamente para a Copa do Mundo de 2014. Além dos demais oito vencedores de grupos, os oito melhores segundos colocados avançaram para a segunda fase, disputada no sistema de play-offs.

## Classificação
| Pos | Equipe      | Pts | J  | V | E | D | GP | GC | SG  | Classificado                              |  | GER | SWE | AUT | IRL | KAZ | FRO |
| --- | ----------- | --- | -- | - | - | - | -- | -- | --- | ----------------------------------------- |  | --- | --- | --- | --- | --- | --- |
| 1   | Alemanha    | 28  | 10 | 9 | 1 | 0 | 36 | 10 | +26 | qualificadas para a Copa do Mundo de 2014 |  | —   | 4–4 | 3–0 | 3–0 | 4–1 | 3–0 |
| 2   | Suécia      | 20  | 10 | 6 | 2 | 2 | 19 | 14 | +5  | qualificadas para a segunda fase          |  | 3–5 | —   | 2–1 | 0–0 | 2–0 | 2–0 |
| 3   | Áustria     | 17  | 10 | 5 | 2 | 3 | 20 | 10 | +10 | Eliminado                                 |  | 1–2 | 2–1 | —   | 1–0 | 4–0 | 6–0 |
| 4   | Irlanda     | 14  | 10 | 4 | 2 | 4 | 16 | 17 | −1  | Eliminado                                 |  | 1–6 | 1–2 | 2–2 | —   | 3–1 | 3–0 |
| 5   | Cazaquistão | 5   | 10 | 1 | 2 | 7 | 6  | 21 | −15 | Eliminado                                 |  | 0–3 | 0–1 | 0–0 | 1–2 | —   | 2–1 |
| 6   | Ilhas Faroé | 1   | 10 | 0 | 1 | 9 | 4  | 29 | −25 | Eliminado                                 |  | 0–3 | 1–2 | 0–3 | 1–4 | 1–1 | —   |

## Resultados
| 7 de setembro de 2012 | Cazaquistão     | 1 – 2     | Irlanda                     | Astana Arena, Astana                     |
| 22:00 (UTC+6)         | Nurdauletov 37' | Relatório | Keane 88' (pen) · Doyle 90' | Público: 12 384 Árbitro: ROU Ionut Avram |

| 7 de setembro de 2012 | Alemanha                  | 3 – 0     | Ilhas Faroé | AWD-Arena, Hanôver                         |
| 20:45 (UTC+2)         | Götze 28' · Özil 54', 72' | Relatório |             | Público: 32 769 Árbitro: SCO Robert Madden |

| 11 de setembro de 2012 | Áustria       | 1 – 2     | Alemanha                  | Ernst-Happel-Stadion, Viena                |
| 20:35 (UTC+2)          | Junuzović 57' | Relatório | Reus 44' · Özil 52' (pen) | Público: 47 000 Árbitro: NED Björn Kuipers |

| 11 de setembro de 2012 | Suécia               | 2 – 0     | Cazaquistão | Estádio Swedbank, Malmö                   |
| 20:30 (UTC+2)          | Elm 37' · Berg 90+4' | Relatório |             | Público: 20 414 Árbitro: UKR Sergii Boiko |

| 12 de outubro de 2012 | Cazaquistão | 0 – 0     | Áustria | Astana Arena, Astana                      |
| 22:00 (UTC+6)         |             | Relatório |         | Público: 12 900 Árbitro: HUN Tamás Bognar |

| 12 de outubro de 2012 | Ilhas Faroé     | 1 – 2     | Suécia                           | Tórsvøllur, Tórshavn                                |
| 17:00 (UTC+1)         | Baldvinsson 57' | Relatório | Kačaniklić 65' · Ibrahimović 75' | Público: 5 079 Árbitro: GRE Anastasios Sidiropoulos |

| 12 de outubro de 2012 | Irlanda     | 1 – 6     | Alemanha                                                    | Aviva Stadium, Dublin                       |
| 19:45 (UTC+1)         | Keogh 90+2' | Relatório | Reus 32', 40' · Özil 55' (pen) · Klose 58' · Kroos 61', 83' | Público: 49 850 Árbitro: ITA Nicola Rizzoli |

| 16 de outubro de 2012 | Ilhas Faroé   | 1 – 4     | Irlanda                                                       | Tórsvøllur, Tórshavn                      |
| 19:00 (UTC+1)         | A. Hansen 69' | Relatório | Wilson 46' · Walters 53' · Justinussen 73' (g.c.) · O'Dea 88' | Público: 4 300 Árbitro: ALB Lorenc Jemini |

| 16 de outubro de 2012 | Áustria                                   | 4 – 0     | Cazaquistão | Ernst-Happel-Stadion, Viena               |
| 20:35 (UTC+2)         | Janko 24', 63' · Alaba 71' · Harnik 90+3' | Relatório |             | Público: 43 000 Árbitro: DEN Jakob Kehlet |

| 16 de outubro de 2012 | Alemanha                                   | 4 – 4     | Suécia                                                  | Estádio Olímpico, Berlim                   |
| 20:45 (UTC+2)         | Klose 8', 15' · Mertesacker 39' · Özil 55' | Relatório | Ibrahimović 62' · Lustig 64' · Elmander 76' · Elm 90+3' | Público: 72 369 Árbitro: POR Pedro Proença |

| 22 de março de 2013 | Áustria                                                                         | 6 – 0     | Ilhas Faroé | Ernst-Happel-Stadion, Viena                  |
| 20:30 (UTC+1)       | Hosiner 8', 20' · Ivanschitz 28' · Junuzović 77' · Alaba 78' · Garics 82' (pen) | Relatório |             | Público: 24 200 Árbitro: UKR Oleksandr Derdo |

| 22 de março de 2013 | Suécia | 0 – 0     | Irlanda | Friends Arena, Solna                         |
| 20:45 (UTC+1)       |        | Relatório |         | Público: 49 436 Árbitro: ESP Alberto Undiano |

| 23 de março de 2013 | Cazaquistão | 0 – 3     | Alemanha                    | Astana Arena, Astana                           |
| 00:00 (UTC+6)       |             | Relatório | Müller 20', 73' · Götze 22' | Público: 29 300 Árbitro: GRE Anastassios Kakos |

| 26 de março de 2013 | Alemanha                                 | 4 – 1     | Cazaquistão      | Grundig Stadion, Nurembergue               |
| 20:45 (UTC+1)       | Reus 23', 90' · Götze 27' · Gündoğan 31' | Relatório | Schmidtgal 45+1' | Público: 43 520 Árbitro: TUR Halis Özkahya |

| 26 de março de 2013 | Irlanda                  | 2 – 2     | Áustria                  | Aviva Stadium, Dublin                         |
| 19:45 (UTC+0)       | Walters 25' (pen), 45+1' | Relatório | Harnik 11' · Alaba 90+3' | Público: 35 100 Árbitro: CRO Marijo Strahonja |

| 7 de junho de 2013 | Áustria                     | 2 – 1     | Suécia       | Ernst-Happel-Stadion, Viena                  |
| 20:45 (UTC+2)      | Alaba 26' (pen) · Janko 32' | Relatório | Elmander 82' | Público: 48 500 Árbitro: ITA Gianluca Rocchi |

| 7 de junho de 2013 | Irlanda            | 3 – 0     | Ilhas Faroé | Aviva Stadium, Dublin                           |
| 19:45 (UTC+1)      | Keane 5', 55', 81' | Relatório |             | Público: 30 805 Árbitro: FIN Mattias Gestranius |

| 11 de junho de 2013 | Suécia                     | 2 – 0     | Ilhas Faroé | Friends Arena, Solna                          |
| 19:15 (UTC+2)       | Ibrahimović 35', 82' (pen) | Relatório |             | Público: 32 858 Árbitro: BUL Nikolay Yordanov |

| 6 de setembro de 2013 | Cazaquistão                             | 2 – 1     | Ilhas Faroé     | Astana Arena, Astana                        |
| 21:00 (UTC+6)         | Nurdauletov 49' (pen) · Finonchenko 63' | Relatório | Benjaminsen 23' | Público: 9 000 Árbitro: SMR Johnny Casanova |

| 6 de setembro de 2013 | Alemanha                           | 3 – 0     | Áustria | Allianz Arena, Munique                     |
| 20:45 (UTC+2)         | Klose 33' · Kroos 51' · Müller 88' | Relatório |         | Público: 68 000 Árbitro: SRB Milorad Mažić |

| 6 de setembro de 2013 | Irlanda   | 1 – 2     | Suécia                      | Aviva Stadium, Dublin                      |
| 19:45 (UTC+1)         | Keane 22' | Relatório | Elmander 33' · Svensson 57' | Público: 50 000 Árbitro: SVN Damir Skomina |

| 10 de setembro de 2013 | Cazaquistão | 0 – 1     | Suécia         | Astana Arena, Astana                          |
| 22:00 (UTC+6)          |             | Relatório | Ibrahimović 1' | Público: 24 000 Árbitro: CZE Miroslav Zelinka |

| 10 de setembro de 2013 | Áustria   | 1 – 0     | Irlanda | Ernst-Happel-Stadion, Viena                       |
| 20:45 (UTC+2)          | Alaba 84' | Relatório |         | Público: 48 500 Árbitro: POR Olegário Benquerença |

| 10 de setembro de 2013 | Ilhas Faroé | 0 – 3     | Alemanha                                | Tórsvøllur, Tórshavn                          |
| 19:45 (UTC+1)          |             | Relatório | Mertesacker 22' · Özil 74' · Müller 84' | Público: 4 118 Árbitro: LTU Gediminas Mažeika |

| 11 de outubro de 2013 | Ilhas Faroé | 1 – 1     | Cazaquistão     | Tórsvøllur, Tórshavn                        |
| 18:00 (UTC+1)         | Hansson 41' | Relatório | Finonchenko 55' | Público: 1 870 Árbitro: MDA Dumitru Muntean |

| 11 de outubro de 2013 | Alemanha                                | 3 – 0     | Irlanda | RheinEnergieStadion, Colônia                |
| 20:45 (UTC+2)         | Khedira 11' · Schürrle 58' · Özil 90+1' | Relatório |         | Público: 46 237 Árbitro: BEL Serge Gumienny |

| 11 de outubro de 2013 | Suécia                       | 2 – 1     | Áustria    | Friends Arena, Solna                      |
| 20:45 (UTC+2)         | Olsson 56' · Ibrahimović 86' | Relatório | Harnik 29' | Público: 49 416 Árbitro: TUR Cüneyt Çakır |

| 15 de outubro de 2013 | Suécia                         | 3 – 5     | Alemanha                                      | Friends Arena, Solna                        |
| 20:45 (UTC+2)         | Hysén 6', 69' · Kačaniklić 42' | Relatório | Özil 45' · Götze 52' · Schürrle 57', 66', 76' | Público: 49 251 Árbitro: SCO William Collum |

| 15 de outubro de 2013 | Ilhas Faroé | 0 – 3     | Áustria                                      | Tórsvøllur, Tórshavn                    |
| 19:45 (UTC+1)         |             | Relatório | Ivanschitz 16' · Prödl 64' · Alaba 67' (pen) | Público: 3 100 Árbitro: ISR Liran Liani |

| 15 de outubro de 2013 | Irlanda                                          | 3 – 1     | Cazaquistão | Aviva Stadium, Dublin                            |
| 19:45 (UTC+1)         | Keane 17' (pen) · O'Shea 26' · Shomko 77' (g.c.) | Relatório | Shomko 13'  | Público: 21 700 Árbitro: LVA Vadims Direktorenko |